# Ligne de Langer
 (avril 2021).
Si vous disposez d'ouvrages ou d'articles de référence ou si vous connaissez des sites web de qualité traitant du thème abordé ici, merci de compléter l'article en donnant les références utiles à sa vérifiabilité et en les liant à la section « Notes et références ».
Les lignes de Langer sont des lignes de tension situées dans la peau pour assurer son tonus.

## Histoire
Les lignes ont été découvertes pour la première fois en 1861 par l'anatomiste autrichien Karl Langer (en) (1819–1887),,, bien qu'il ait cité le chirurgien Guillaume Dupuytren comme étant le premier à reconnaître le phénomène. 
Langer a percé de nombreux trous à de courtes distances les uns des autres dans la peau d'un cadavre avec un outil qui avait une pointe de forme circulaire, semblable à un pic à glace. Il a remarqué que les perforations cutanées qui en résultaient avaient des formes ellipsoïdales. À partir de ces tests, il a observé des modèles et a pu déterminer les directions des lignes par les axes les plus longs des trous et des lignes ellipsoïdales.

## Description
Les lignes de Langer sont visibles sur la surface palmaire des doigts, et présentent des motifs circulaires au niveau du cou et du tronc.
Ces lignes sont d'une importance particulière pour un chirurgien : lors des incisions effectuées pendant une opérations, la cicatrisation est meilleure lorsque les incisions sont parallèles aux lignes.